# Accident ferroviaire de Saltsjöbanan
L’accident ferroviaire de Saltsjöbanan est un déraillement survenu au petit matin du 15 janvier 2013. Un train de passagers commence à se déplacer sans autorisation, avec seulement un agent de nettoyage à bord. Il dépasse un heurtoir et finit sa course dans un immeuble d'appartements à Saltsjöbaden, en Suède. La femme de ménage a d'abord été soupçonnée d'avoir « volé » le train, mais plus tard a été blanchie, car il fut établi que le train avait commencé à se déplacer en raison d'un dysfonctionnement dû au non-respect des procédures de sécurité,.

## Accident

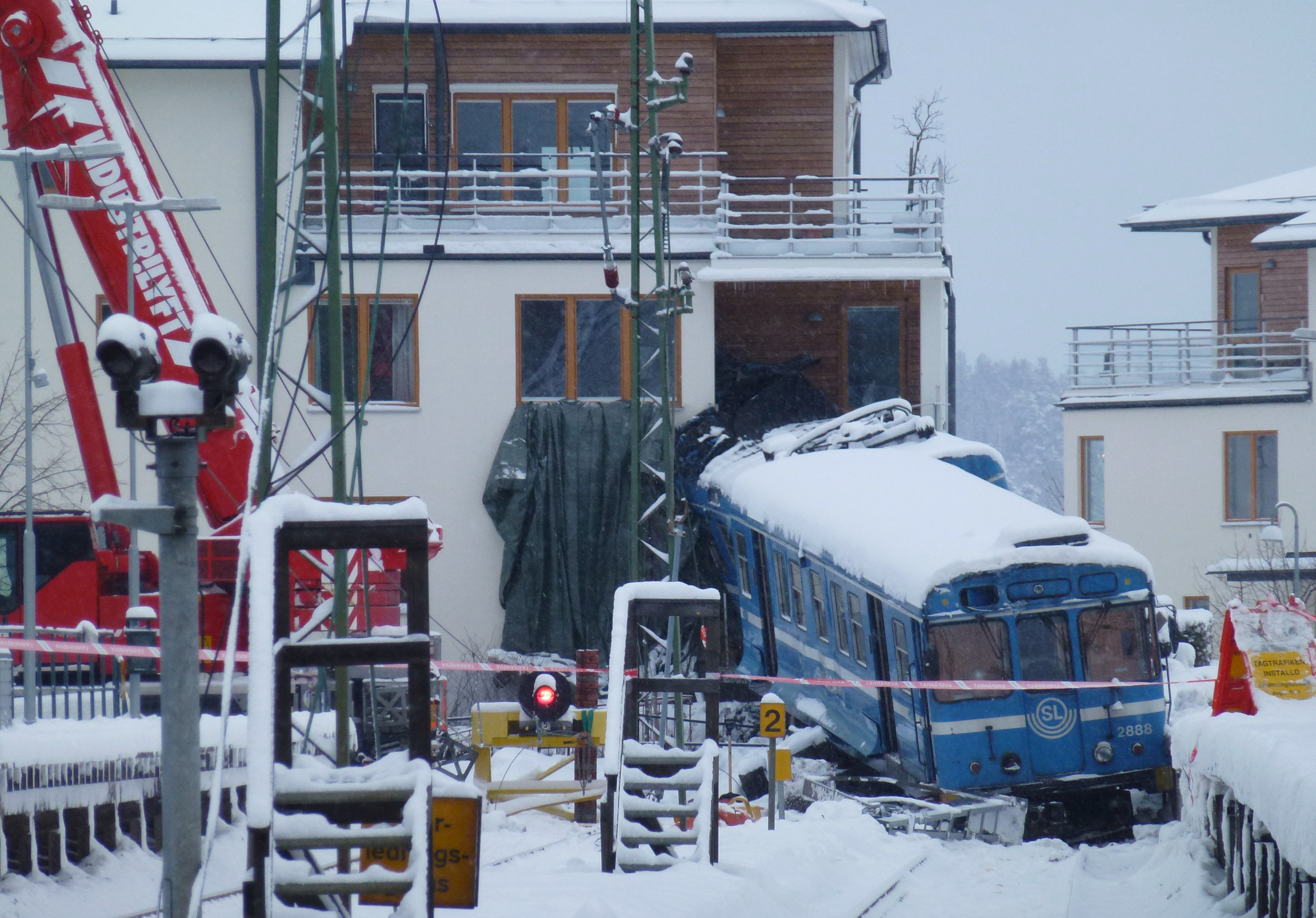
Le train accidenté, vu depuis les voies de garage.

Le 15 janvier 2013, un train de banlieue du Saltsjöbanan (en) percute un immeuble résidentiel dans la banlieue de Saltsjöbaden de Stockholm, blessant grièvement une personne,. Traversant deux gares à 80 km/h, le train déraille et finit sa course dans la cuisine située au rez-de-chaussée de la maison. Une femme de ménage de 22 ans, présente à bord, est extraite du train et hospitalisée dans un état est décrit comme « grave mais stable. » Aucune des cinq personnes qui se trouvaient à l'intérieur de l’habitation au moment de l'accident n'est blessée.
Bertil Grandinson, qui vit à l'étage supérieur de la maison, explique : « Nous avons été réveillés à deux heures et demie [du matin] par un bruit terrible. C'était comme si un avion s'est écrasé. J'ai regardé par la fenêtre et j’ai remarqué alors, à ma grande surprise, que le train était entré dans la maison. C'est terrible et très choquant. » Le porte-parole de la police Ulf Lindgren déclare que « c'est une chance incroyable que personne dans la maison n’ait été blessé » et que « le chef de l'équipe des services d'urgence a ordonné l’évacuation de la maison pour des raisons de sécurité. »

## Enquête
Initialement, les médias suggèrent que le train avait été volé par la femme de ménage de 22 ans,. Cependant, les porte-paroles du propriétaire Storstockholms Lokaltrafik et de l’exploitant Arriva s'excusent ensuite pour cette explication et suggèrent que cette théorie n’aurait pas dû être médiatisée de cette façon.
Le 18 janvier 2013, l’agente de nettoyage est lavée de tout soupçon par le bureau du procureur, qui allègue qu'un certain nombre de « circonstances malheureuses » et « un certain nombre de graves manquements à la sécurité dans le train et où il a été stationné » avaient conduit à l'accident,. Le 24 janvier 2013, la femme de ménage affirme ne plus se souvenir de rien au sujet de l'incident.
Le bureau d'enquête accident suédois conclut en mai 2014 que le train a été laissé à l'arrêt avec son manipulateur de traction en position maximale et le dispositif d'« homme mort » inhibé par un corps étranger maintenant son bouton enfoncé. Seul le fait que les portes des voyageurs soient ouvertes empêchait le train de démarrer. Le personnel de ménage avait instruction, une fois le nettoyage terminé, de commander la fermeture des portes des voyageurs puis de quitter le train par la porte de la cabine de conduite. Dès que la femme de ménage ferma les portes des voyageurs, le train démarra sans qu'elle sache alors comment l'arrêter.

## Conséquences
Le 20 janvier 2013, il est annoncé que le syndicat des agents de nettoyage, SEKO (en), envisage, en son nom, une action en justice pour diffamation. Le 28 janvier 2013, près de deux semaines après l'accident, la voiture restante est extraite de la maison.